# Canton de Besançon-1
Le canton de Besançon-1 est une circonscription électorale française du département du Doubs créée par le décret du 25 février 2014 et entrée en vigueur lors des élections départementales de 2015.

## Histoire
Un nouveau découpage territorial du Doubs (département) entre en vigueur à l'occasion des élections départementales de mars 2015, défini par le décret du 25 février 2014, en application des lois du 17 mai 2013 (loi organique 2013-402 et loi 2013-403). Les conseillers départementaux sont, à compter de ces élections, élus au scrutin majoritaire binominal mixte. Les électeurs de chaque canton élisent au Conseil départemental, nouvelle appellation du Conseil général, deux membres de sexe différent, qui se présentent en binôme de candidats. Les conseillers départementaux sont élus pour 6 ans au scrutin binominal majoritaire à deux tours, l'accès au second tour nécessitant 12,5 % des inscrits au 1er tour. En outre la totalité des conseillers départementaux est renouvelée. Ce nouveau mode de scrutin nécessite un redécoupage des cantons dont le nombre est divisé par deux avec arrondi à l'unité impaire supérieure si ce nombre n'est pas entier impair, assorti de conditions de seuils minimaux. Dans le Doubs, le nombre de cantons passe ainsi de 35 à 19.
Le canton de Besançon-1 est formé de communes des anciens cantons de Boussières (3 communes) et d'Audeux (4 communes) et d'une fraction de la commune de Besançon. Le canton est entièrement inclus dans l'arrondissement de Besançon. Le bureau centralisateur est situé à Besançon.

## Représentation
| Période élective | Période élective | Mandat | Mandat   | Identité         | Nuance | Nuance | Qualité |
| ---------------- | ---------------- | ------ | -------- | ---------------- | ------ | ------ | --- |
| 2015             | 2021             | 2015   | 2021     | Gérard Galliot   |        | DVG    | Fonctionnaire retraité - Maire de Dannemarie-sur-Crète jusqu'en 2020 Conseiller général du canton d'Audeux (2004-2015), député-suppléant de Barbara Romagnan (2012-2017) |
| 2015             | 2021             | 2015   | 2021     | Myriam Lemercier |        | DVD    | Directrice d'association, conseillère municipale de Besançon |
| 2021             | 2028             | 2021   | en cours | Monique Bonnet   |        | DVG    | Retraitée du privé, militante associative et syndicale |
| 2021             | 2028             | 2021   | en cours | Aly Yugo         |        | PS     | Animateur territorial |

### Résultats détaillés

#### Élections de mars 2015
À l'issue du 1er tour des élections départementales de 2015, deux binômes sont en ballottage : Gérard Galliot et Myriam Lemercier (PS, 33,66 %) et Florent-Pierrick Baumer et Elisabeth Chatelain (FN, 28,91 %). Le taux de participation est de 42,94 % (7 192 votants sur 16 750 inscrits) contre 52,68 % au niveau départemental et 50,17 % au niveau national.
Au second tour, Gérard Galliot et Myriam Lemercier (PS) sont élus avec 62,71 % des suffrages exprimés et un taux de participation de 44,18 % (4 143 voix pour 7 400 votants et 16 750 inscrits).
Myriam Lemercier a quitté le PS et a rejoint LREM.

#### Élections de juin 2021
Le premier tour des élections départementales de 2021 est marqué par un très faible taux de participation (33,26 % au niveau national). Dans le canton de Besançon-1, ce taux de participation est de 26,87 % (4 436 votants sur 16 510 inscrits) contre 34,1 % au niveau départemental. À l'issue de ce premier tour, deux binômes sont en ballottage : Monique Bonnet et Aly Yugo (PS, 45,6 %) et Guillaume Bailly et Myriam Lemercier (DVD, 32,91 %).
Le second tour des élections est marqué une nouvelle fois par une abstention massive équivalente au premier tour. Les taux de participation sont de 34,3 % au niveau national, 35,83 % dans le département et 28,95 % dans le canton de Besançon-1. Monique Bonnet et Aly Yugo (PS) sont élus avec 52,75 % des suffrages exprimés (2 352 voix pour 4 781 votants et 16 516 inscrits),,.

## Composition
Le canton de Besançon-1 comprend à sa création :
1. sept communes entières,
2. la partie de la commune de Besançon située à l'ouest d'une ligne définie par l'axe des voies et limites suivantes : depuis la limite territoriale de la commune de Beure, boulevard Ouest, boulevard John-Fitzgerald-Kennedy, ligne de chemin de fer joignant les ponts surplombant le boulevard Kennedy et la rue Jacquard, rue Jacquard, boulevard du Président-John-Fitzgerald-Kennedy, rue Denis-Papin, ligne droite jusqu'au chemin des Écoles-de-Tilleroyes, chemin des Écoles-de-Tilleroyes, route de Gray, jusqu'à la limite territoriale de la commune de Pouilley-les-Vignes.

À la suite de la fusion des communes de Chemaudin et de Vaux-les-Prés, le 1er janvier 2017 pour former la commune nouvelle de Chemaudin et Vaux, le canton comprend  six communes et une fraction de commune. Ce changement est acté par un arrêté du 7 novembre 2019.
| Nom                              | Code Insee | Intercommunalité            | Superficie (km2) | Population (dernière pop. légale)                 | Densité (hab./km2) | Modifier                                    |
| -------------------------------- | ---------- | --------------------------- | ---------------- | ------------------------------------------------- | ------------------ | ------------------------------------------- |
| Besançon (bureau centralisateur) | 25056      | CU Grand Besançon Métropole | 65,05            | Fraction : 22 541 (2022) Commune : 120 057 (2022) | 1 846              | modifier les données · modifier les données |
| Avanne-Aveney                    | 25036      | CU Grand Besançon Métropole | 8,62             | 2 237 (2022)                                      | 260                | modifier les données · modifier les données |
| Chemaudin et Vaux                | 25147      | CU Grand Besançon Métropole | 12,44            | 2 114 (2022)                                      | 170                | modifier les données · modifier les données |
| Dannemarie-sur-Crète             | 25195      | CU Grand Besançon Métropole | 4,06             | 1 503 (2022)                                      | 370                | modifier les données · modifier les données |
| Franois                          | 25258      | CU Grand Besançon Métropole | 7,29             | 2 250 (2022)                                      | 309                | modifier les données · modifier les données |
| Grandfontaine                    | 25287      | CU Grand Besançon Métropole | 5,68             | 1 810 (2022)                                      | 319                | modifier les données · modifier les données |
| Rancenay                         | 25477      | CU Grand Besançon Métropole | 3,66             | 421 (2022)                                        | 115                | modifier les données · modifier les données |
| Canton de Besançon-1             | 2504       |                             |                  | 32 876 (2022)                                     |                    | modifier les données                        |

## Démographie
En 2022, le canton comptait 32 876 habitants, en évolution de +8,57 % par rapport à 2016 (Doubs : +1,88 %, France hors Mayotte : +2,11 %).
| 2013   | 2018   | 2022   |
| ------ | ------ | ------ |
| 29 692 | 30 838 | 32 876 |